# Bartolomé Masó
Bartolomé Masó è un comune di Cuba, situato nella provincia di Granma.
La piccola cittadina, che prende il nome da un eroe della guerra d'indipendenza cubana, è sede di un antiquato zuccherificio. 
Sita ai piedi della Sierra Maestra è base ideale per escursioni al Pico Turquino e alla comandancia di Castro, che durante la rivoluzione trovò riparo in queste foreste coi suoi rivoluzionari.